# روبرت إتش. جيفري
روبرت إتش. جيفري هو سياسي أمريكي، ولد في 21 ديسمبر 1873، وتوفي في 22 أكتوبر 1961 في كولومبوس في الولايات المتحدة. نشط حزبياً في الحزب الجمهوري.